# Andreas Kunz (Nordischer Kombinierer)
Andreas Kunz (* 24. Juli 1946 in Leipzig; † 1. Januar 2022 ebenda) war ein deutscher Nordischer Kombinierer aus der DDR.
Der für den SC Dynamo Klingenthal startende Kunz gewann bei den Olympischen Winterspielen 1968 in Grenoble die Bronzemedaille in der Nordischen Kombination. Dies war die erste olympische Medaille für die DDR als eigenständiges Team. Für den Medaillengewinn erhielt er eine dreitägige Paris-Reise als Belohnung vom Skiverband der DDR.
Im Jahr 1970 musste er seine Laufbahn aufgrund politischen Drucks beenden, da er in Kontakt mit dem während der vorolympischen Wettkämpfe in der Schweiz nach Westdeutschland geflohenen Nordischen Kombinierer Ralph Pöhland getreten war. Er wurde von Klingenthal nach Zwickau delegiert. Später wurde er Sportoffizier der NVA. Vom Ministerium für Staatssicherheit wurde er überwacht.
Er starb 2022 nach langer Krankheit.